# Gazeta Wiejska dla Górnego Śląska
Gazeta Wiejska dla Górnego Śląska – tygodnik wychodzący w okresie od stycznia 1849 do września 1850 w Opolu, wydawany i redagowany przez Bernarda Bogedaina. Założony został w celu powstrzymania radykalizacji mas ludowych w okresie wiosny ludów. Odegrał pozytywną rolę w szerzeniu oświaty, m.in. agrarnej i administracyjno-prawnej, w podtrzymaniu czytelnictwa w języku polskim, zamieszczał popularne utwory literackie. „Gazeta” była redagowana we współczesnej polszczyźnie literackiej.